# Dortmunder SC 1895
Dortmunder SC 1895 was een Duitse sportclub uit Dortmund, Noordrijn-Westfalen, die bestond van 1895 tot 1969.

## Geschiedenis
Op 10 mei 1895 werd Dortmunder Fußball Club 1895 opgericht als eerste voetbalclub van de stad. In 1897 werd het team opgeheven en op 27 oktober 1899 weer heropgericht. De club sloot zich aan bij de voetbalbond van Rijnland-Westfalen (later West-Duitse bond) en ging vanaf 1902 in de Rijn-Ruhrcompetitie spelen (vaaf 1906 Ruhrcompetitie). 95 werd vijfde op zes clubs maar omdat de competitie teruggebracht werd naar vier clubs degradeerde FC. In 1905 werden de clubs uit Dortmund overgeheveld naar de Markse competitie. In 1906/07 eindigde de club samen BV 04 Dortmund op de eerste plaats, maar verloor de titel door een slechter doelsaldo. Het volgende seizoen werd de competitie in twee groepen gesplitst, 95 won zijn groep en verloor dan in de finale de titel aan SuS Schalke 1896. De volgende twee seizoenen moest de club genoegen nemen met een tweede plaats. In 1910 sloot FC Union Dortmund zich bij de club aan, de competitie van Mark werd bij die van Ruhr gevoegd en de club eindigde derde. Na dit seizoen werd de competitie ontbonden en gingen de clubs naar de nieuwe Westfaalse competitie en eindigde twee jaar in de subtop.
Op 13 juli 1913 fuseerde de club met BV 04 Dortmund en werd zo Sportvereinigung Dortmund 1895. De Ruhrcompetitie werd heringevoerd. Door het uitbreken van de Eerste Wereldoorlog werd de competitie opgedeeld per stadsdistrict. In 1916/17 werd SVgg overtuigend groepswinnaar en nam het tegen andere winnaar SuS Alemannia 05 Dortmund op en droogde deze club af met 6:2 en 8:0, er was echter geen verdere eindronde meer. Twee jaar later werd opnieuw de titel behaald.
In 1919 werd dan de naam Dortmunder Sport Club 1895 aangenomen. In het eerste naoorlogse seizoen waarin er weer één competitie was met twaalf clubs werd de vierde plaats behaald.
In 1933 fusioneerde de club met BC Sportfreunde 06 en werd zo Sportfreunde 95 Dortmund. De club speelde in de Gauliga Westfalen. Na één seizoen degradeerde de club en in 1935 werd de fusie ongedaan gemaakt. Na de Tweede Wereldoorlog werden alle Duitse clubs ontbonden. In 1945 werd de club heropgericht als Südliche Sportgruppe Dortmund en in 1947 werd weer de historische naam aangenomen. In 1953 promoveerde de club naar de Landesliga Westfalen, de derde klasse. In 1956 werd de club daar kampioen en promoveerde naar de 2. Liga West en speelde daar zeven seizoenen tot de invoering van de Bundesliga en de daaraan gekoppelde competitieherstructurering.
In de derde klasse werd de club kampioen en maakte kans op promotie naar de Regionalliga West, maar verloor in de eindfase van Eintracht Gelsenkirchen. Het volgende seizoen volgde een degradatie. In 1969 fuseerde de club met Eintracht Dortmund en werd zo TSC Eintracht Dortmund.

## Erelijst
Kampioen Dortmund
1917
Kampioen Dortmund-Noord
1919
Kampioen Ruhr
1921